# 歌のビッグファイト!
『歌のビッグファイト!』（うたのビッグファイト）は、1989年4月12日から同年9月27日までテレビ東京系列局で放送されていたテレビ東京製作の音楽バラエティ番組である。放送時間は毎週水曜19:00 - 19:54（日本標準時）。

## 概要
ジャニーズ事務所のタレントが出演する音楽番組シリーズはそれまで日曜19:00枠で放送されていたが、それが水曜19:00枠へ移る形で本番組がスタートした。司会は加藤茶、田中律子が務め、SMAPがレギュラー出演していた。また、アシスタント的な役割をジャニーズJr.が務めていた。当時としては既に珍しくなっていた、多目的ホールに生バンドを配しての公開収録を行っていた（生放送の場合もあった）。
番組タイトルの「ビッグファイト」が示すように、歌だけでなくゲスト歌手が参加するゲーム大会も番組の柱となっていた。とりわけ、教師役の加藤が席を外している隙に問題の答えを観客に訊いて回る「カンニングファイト」のコーナーは、出演者と観客が触れ合えるコーナーとして人気を博した。また、歌手として正式デビューする前のSMAPが毎回番組中に1曲を披露していた。披露した歌の例として、当時彼らが他の番組でも歌っていた「S・M・A・P」、リック・アストリーの「Together Forever」、FENCE OF DEFENSEの「Nightless Girl」がある。

## 放送局
- テレビ東京（製作局）
- テレビ北海道 - 開局前のサービス放送において最終回を同時ネット。ただし、視聴できたのは主に札幌・小樽・苫小牧地区のみであり、当時送信所が未開局だった旭川・室蘭・函館地区においては視聴は不可能だった。
- テレビ愛知
- テレビ大阪
- テレビせとうち
- 日本海テレビ（日本テレビ系列）不定期で放送

## スタッフ
- 構成：玉井冽、沢口義明、原すすむ、大村貴行、秋場由美
- 編曲：義野裕明
- 振付：ボビー吉野
- 演奏：スイングフェイス
- 技術：石黒冨男
- 映像：前田博司
- カメラ：橋本尚志
- 照明：吉本紀英
- 音声：阿部次雄
- 効果：小関尚孝（音響企画）
- 美術デザイン：宇都木民雄
- 美術進行：三越一徳
- 大道具：小林昭司
- 小道具：飯塚義章
- 電飾：恩田恵造
- 特殊装置：森井郁夫
- アクリル装飾：本橋信昭
- 衣裳：吉永勝
- メイク：大野悦香
- TK：木本就子
- スタイリスト：渡辺由香子、伊藤カブ、犬塚隆
- 演出：川原慎、橋山厚志、中原研一（後に「おはスタ」初代プロデューサーとなる）
- プロデューサー：沼部俊夫
- 製作著作：テレビ東京